# Pinares de Lepe
Pinares de Lepe es una localidad perteneciente al municipio de Lepe (España). Está situada a 3,5 km del núcleo principal y en 2020 tenía una población de 360 habitantes según el INE.

## Historia
Esta localidad surgió como urbanización de chalets privados y adosados en la segunda mitad del siglo XX.

## Medio físico y urbano
Ubicación
Pinares de Lepe se sitúa en el sur del municipio de Lepe, entre el núcleo principal y la localidad de La Antilla.
Morfología urbana
El núcleo urbano está compuesto principalmente de chalets privados, con algunas urbanizaciones  de apartamentos y adosados. Cuenta con parada de autobuses junto a la rotonda de entrada y un centro comercial en construcción cerca de ella.
Comunicaciones
La localidad se encuentra junto a la   A-5056 , que la comunica con las localidades de Lepe y La Antilla.
| Identificador | Denominación      | Origen - Destino                   | Longitud (km) |
| ------------- | ----------------- | ---------------------------------- | ------------- |
| A-5056        | Lepe - La Antilla | N-431 (Lepe) - A-5055 (La Antilla) | 4,72          |

## Demografía
Pinares de Lepe es una localidad pequeña, con población predominantemente de clase media-alta.
| Gráfica de evolución demográfica de Pinares de Lepe entre 2000 y 2020 |
|                                                                       |

## Política
La localidad se encuentra gobernada por el Ayuntamiento de Lepe, actualmente regida por Juan Manuel González Camacho (PP).